# Cressida (Mond)
 Cressida (auch Uranus IX) ist der viertinnerste und einer der kleineren der 28 bekannten Monde des Planeten Uranus.

## Entdeckung und Benennung
Cressida wurde am 9. Januar 1986 von dem Astronomen Stephen P. Synnott auf fotografischen Aufnahmen der Raumsonde Voyager 2 entdeckt. Die Entdeckung wurde am 16. Januar 1986 von der Internationalen Astronomischen Union (IAU) bekanntgegeben; der Mond erhielt zunächst die vorläufige Bezeichnung S/1986 U 3.
Am 8. Juni 1988 erhielt der Mond den Namen Cressida. Cressida ist eine tragische Heldin aus William Shakespeares Tragödie Troilus und Cressida. Sie ist eine Tochter des trojanischen Priesters Kalchas, der auf die Seite der Griechen gewechselt ist, weil er den Untergang Trojas vorhergesehen hat. Cressida muss durch Kalchas im Austausch für den trojanische Heerführer Antenor zu den Griechen wechseln und ist entgegen ihren vorherigen Liebesbezeugungen Troilus untreu, was diesen zutiefst verletzt zurücklässt.
Cressida taucht ebenfalls auch in Erzählungen von Geoffrey Chaucer und anderen auf.
Alle Monde des Uranus sind nach Figuren von Shakespeare oder Alexander Pope benannt. Die ersten vier entdeckten Uranusmonde (Oberon, Titania, Ariel, Umbriel) wurden nach Vorschlägen von John Herschel benannt, dem Sohn des Uranus-Entdeckers Wilhelm Herschel. Später wurde die Tradition der Namensgebung beibehalten.

## Bahneigenschaften

### Umlaufbahn

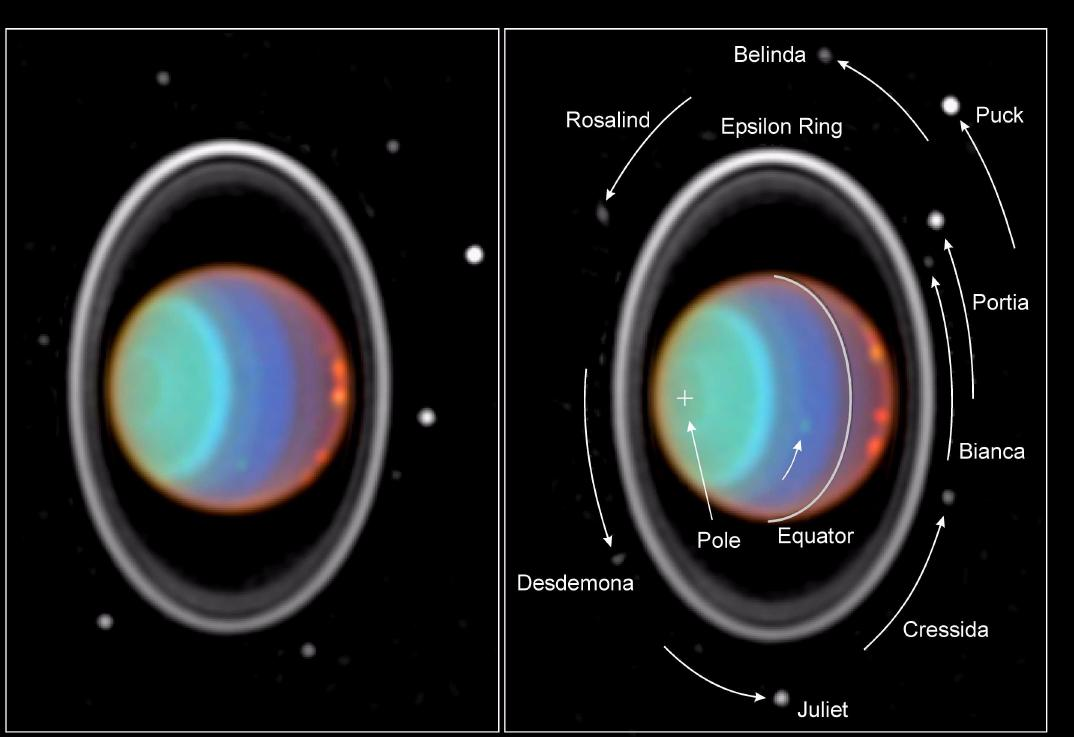
Hubble-Bild der Portia-Gruppe sowie Puck

Cressida umkreist Uranus auf einer prograden, fast perfekt kreisförmigen Umlaufbahn in einem mittleren Abstand von rund 61.800 km. Die Bahnexzentrizität beträgt 0,00036, die Bahn ist 0,006° gegenüber dem Äquator von Uranus geneigt.
Cressida ist der zweitinnerste Mond der Portia-Gruppe, zu der auch Bianca, Desdemona, Juliet, Portia, Rosalind, Cupid, Belinda und Perdita gehören. Diese Monde haben ähnliche Umlaufbahnen und ähnliche spektrale Eigenschaften.
Die Umlaufbahn des nächstinneren Mondes Bianca ist im Mittel 2.600 km von Cressidas Orbit entfernt, die des nächstäußeren Mondes Desdemona lediglich 890 km.
Cressida befindet sich inmitten zweier Uranusringe, des innen laufenden ε (Epsilon)-Ringes, der im Mittel rund 10.618 km vom Cressida-Orbit entfernt ist, und der Innenkante des äußeren ν (Ny)-Staubringes in 4.300 km Entfernung.
Cressida umläuft Uranus in 11 Stunden und 7 Minuten und 30 Sekunden. Da dies schneller ist als die Rotation des Uranus, geht Cressida vom Uranus aus gesehen im Westen auf und im Osten unter.
Sie bewegt sich innerhalb eines kritischen Abstandes, nahe der Roche-Grenze, in einer absinkenden Bahn um den Planeten und wird irgendwann infolge von Gezeitenkräften zu einem Ring auseinandergerissen werden oder in Uranus’ Atmosphäre stürzen beziehungsweise verglühen.

## Physikalische Eigenschaften

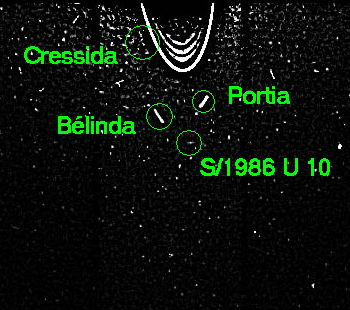
Hubble-Bild von 2003 mit Cressida, Portia, Belinda und Perdita

Cressida hat einen mittleren Durchmesser von 82 km. Auf den Aufnahmen der Raumsonde Voyager 2 erschien Cressida als längliches Objekt, wobei die Längsachse auf Uranus ausgerichtet ist.
Ihre mittlere Dichte ist mit 1,3 g/cm3 deutlich geringer als die Dichte der Erde und weist darauf hin, dass der Mond überwiegend aus Wassereis zusammengesetzt ist. 

Sie weist eine sehr geringe Albedo von 0,07 auf, d. h., 7 % des eingestrahlten Sonnenlichts werden von der Oberfläche reflektiert. Sie ist damit ein sehr dunkler Himmelskörper. 

An ihrer Oberfläche beträgt die Schwerebeschleunigung 0,014 m/s2, dies entspricht etwa 1 ‰ der irdischen. Im Spektrum erscheint die Oberfläche von Cressida grau gefärbt.
Es ist möglich, dass Cressida innerhalb der nächsten 100 Millionen Jahre mit der knapp 900 km entfernten Desdemona kollidiert.